# Curtia patula
Curtia patula là một loài thực vật có hoa trong họ Long đởm. Loài này được (Mart.) Knobl. mô tả khoa học đầu tiên năm 1894.